# ژوروخووو
ژوروخووو (به لهستانی:  Żoruchowo) یک روستا در لهستان است که در گمینا گوووچتسه واقع شده‌است. ژوروخووو ۵۷۴ نفر جمعیت دارد.